# Francesco Hayez
Francesco Hayez [franˈtʃesko ˈaːjets] (Venècia, 10 de febrer de 1791 – Milà, 12 de febrer de 1882) va ser un pintor italià, considerat el màxim representant del romanticisme històric.

## Biografia
De família humil, el pare, Giovanni, era un pescador originari de Valenciennes, mentre que la mare, Chiara Torcellan, era natural de Murano. El petit Francesco, el darrer de cinc fills, va ser acollit per una tia materna de Milà que s'havia casat amb Francesco Binasco, armador i marxant d'art, propietari d'una discreta col·lecció de pintura.
De ben petit va mostrar predisposició pel dibuix i el seu oncle el va confiar a un restaurador de pintures perquè li ensenyés l'ofici. Més endavant va ser deixeble del pintor Francesco Magiotto, al taller venecià del qual va romandre tres anys. Va fer un curs de nu el 1803 a l'Acadèmia de Belles Arts de Venècia i el 1806 fou admès als cursos de pintura de la nova Acadèmia, on va ser deixeble de Teodoro Matteini.
El 1809 va guanyar un concurs de l'Acadèmia veneciana per ingressar a l'Accademia di San Luca, a Roma. Allà va esdevenir deixeble de Canova, que va ser el seu mentor durant l'estada a la ciutat.
El 1814 va abandonar Roma després d'haver patit una agressió a causa d'una relació sentimental clandestina. Se'n va anar a viure a Nàpols, on Joachim Murat li va encarregar la pintura Ulisses a la cort d'Alcínou.
Des de 1850 va dirigir l'Acadèmia de Brera, a Milà.

## Obres
La llista de les obres pintades per Hayez no és fàcil de fer, ja que sovint la data que s'hi indicava era la corresponent a la donació i no a la creació pròpiament dita. A més a més, va anar pintant els mateixos temes diverses vegades, amb petites variacions, o bé cap.
- Pietro Rossi presoner dels Scaligeri (1820)
- Les Vespres Sicilianes (1822)
- El consell de la venjança (1851)
- Destrucció del Temple de Jerusalem (1867)
- Retrat de Marin Faliero (1867)
- Gerro de flors a la finestra d'un harem (1881)
- El petó (1859) - Pinacoteca de Brera, Milà

## Galeria d'imatges

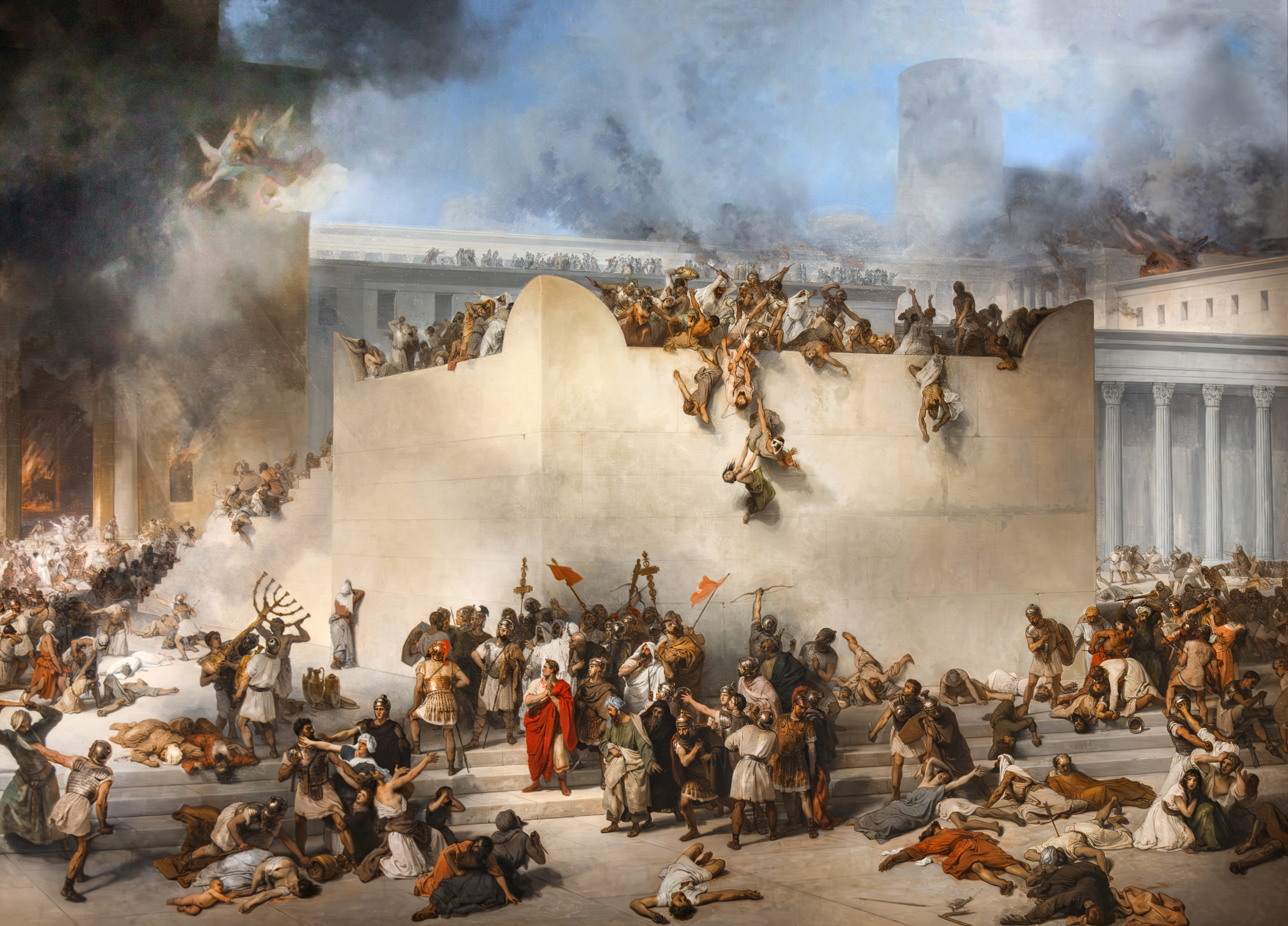
Destrucció del Temple de Jerusalem (1867)
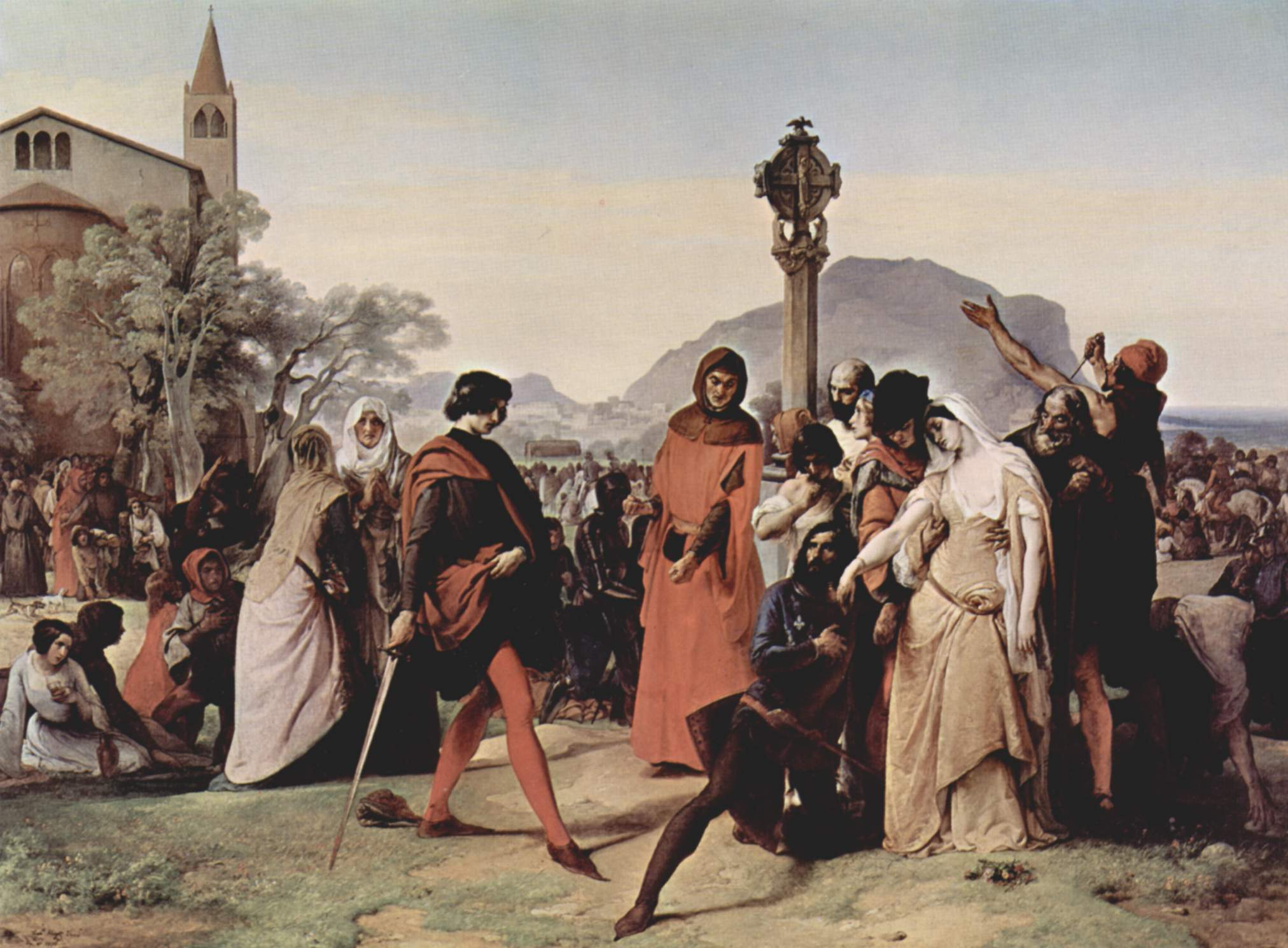
Les Vespres Sicilianes (1822) (Roma, Galeria Nacional d'Art Modern)
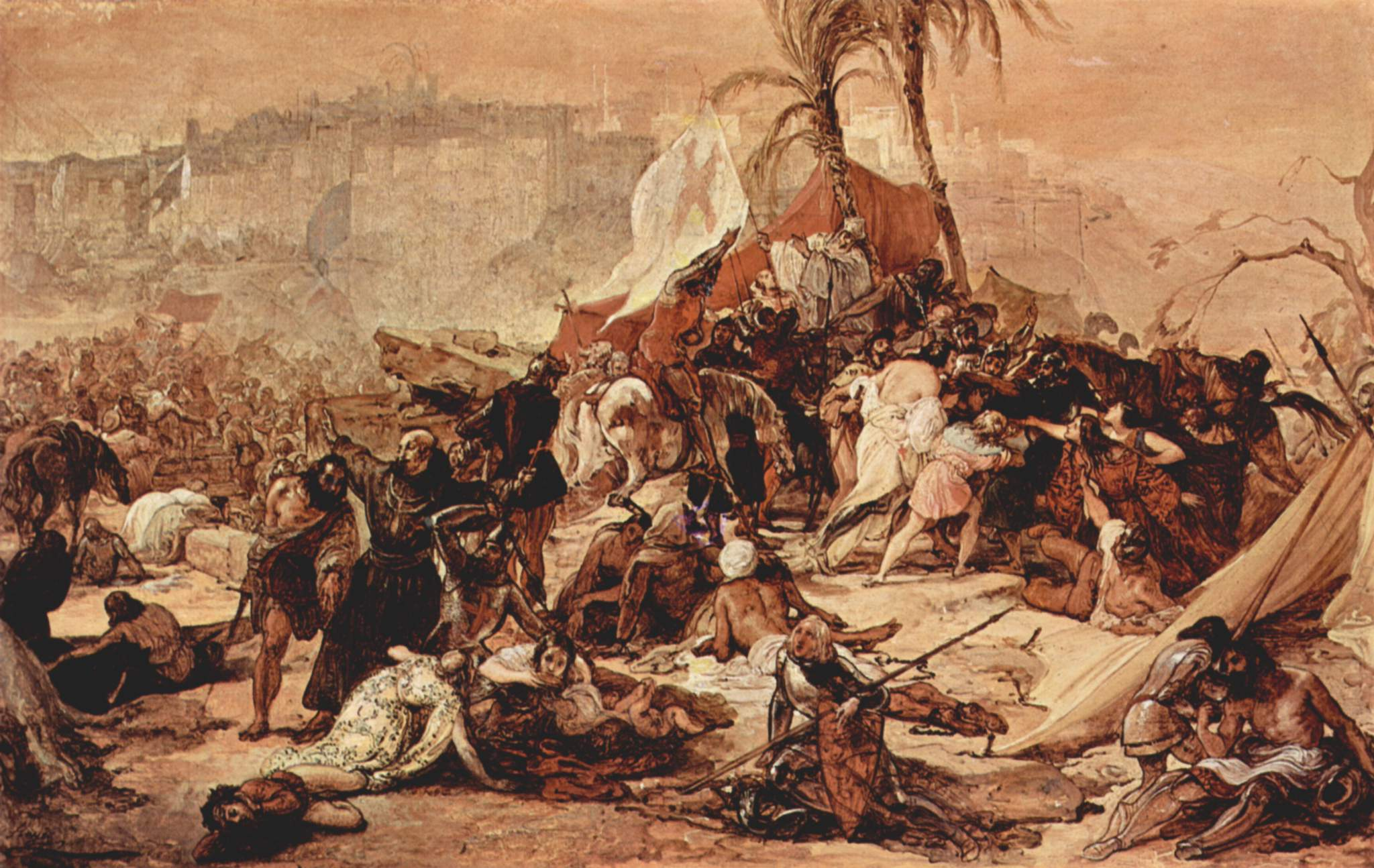
La Setena Croada contra Jerusalem (1838-1850)
Maria Magdalena (1825)

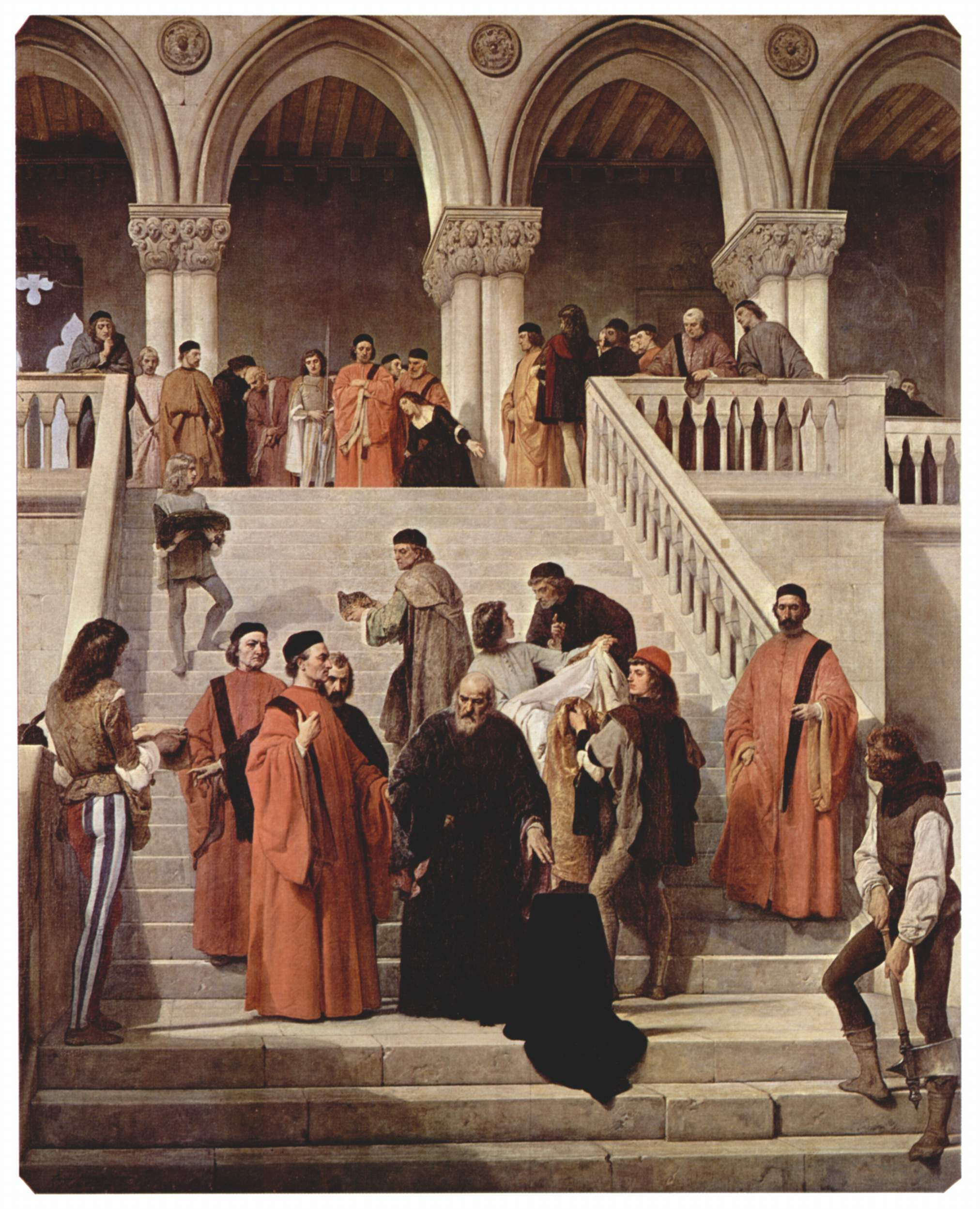
Marin Faliero (1867)
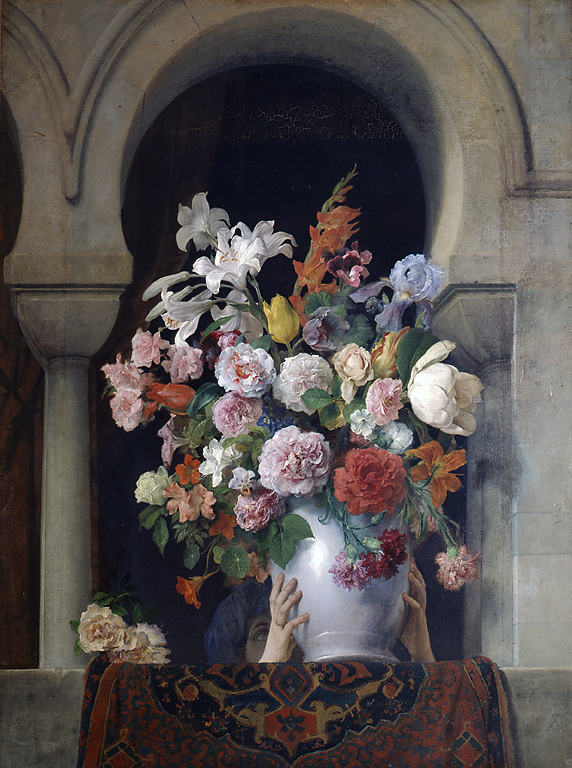
Gerro de flors a la finestra d'un harem (1881)
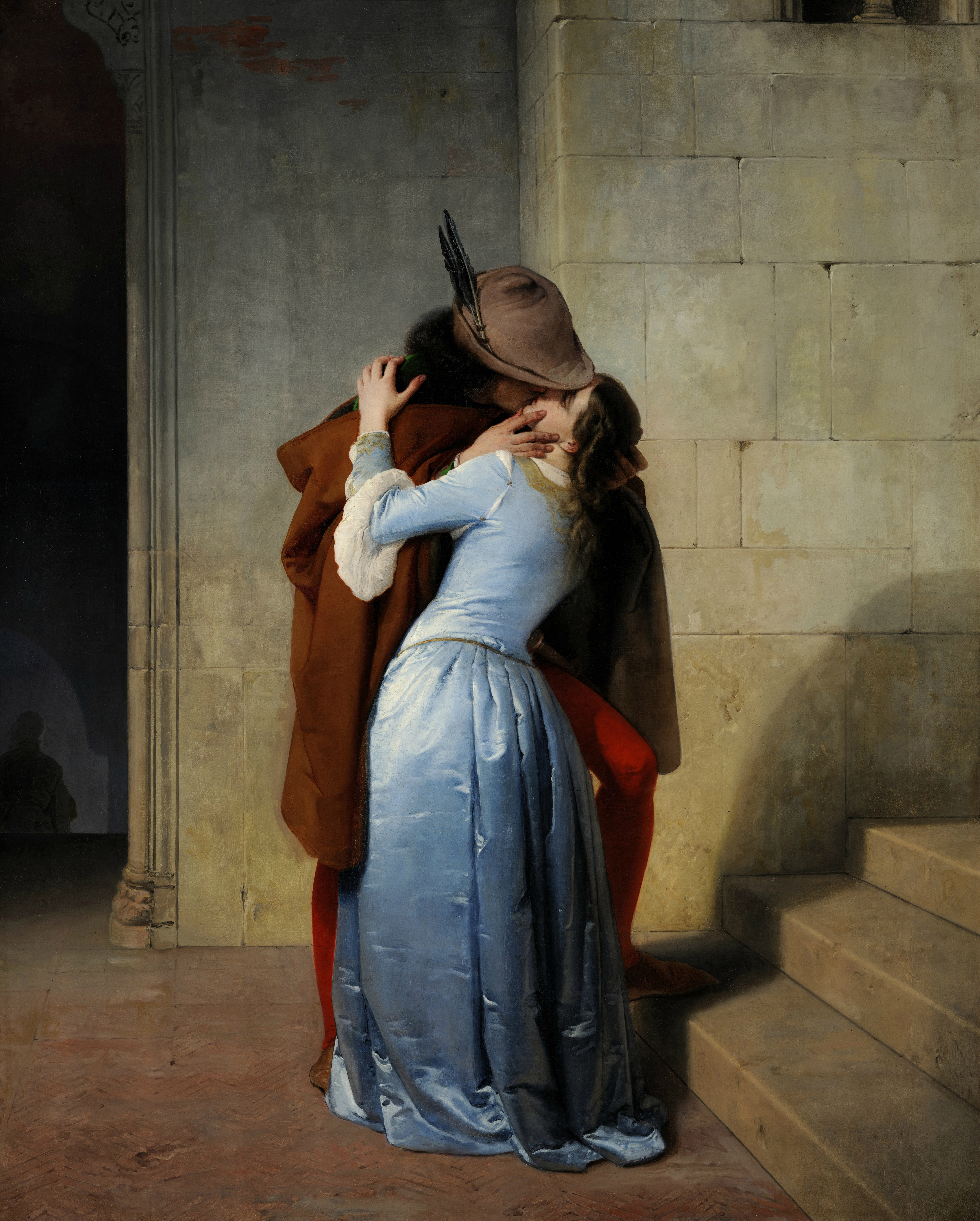
El petó (Pinacoteca de Brera, Milà, 1859)
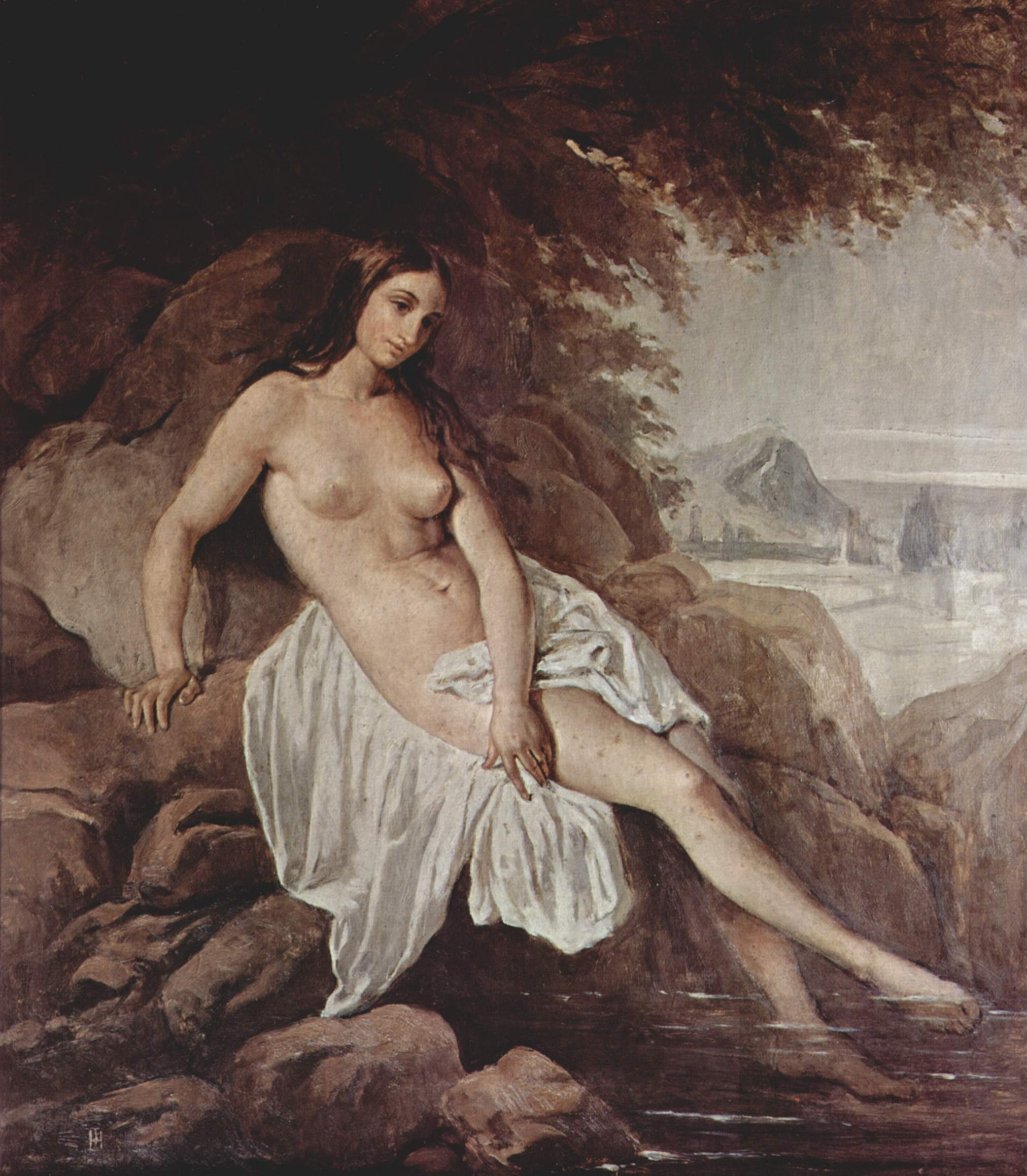
Banyista (1832)
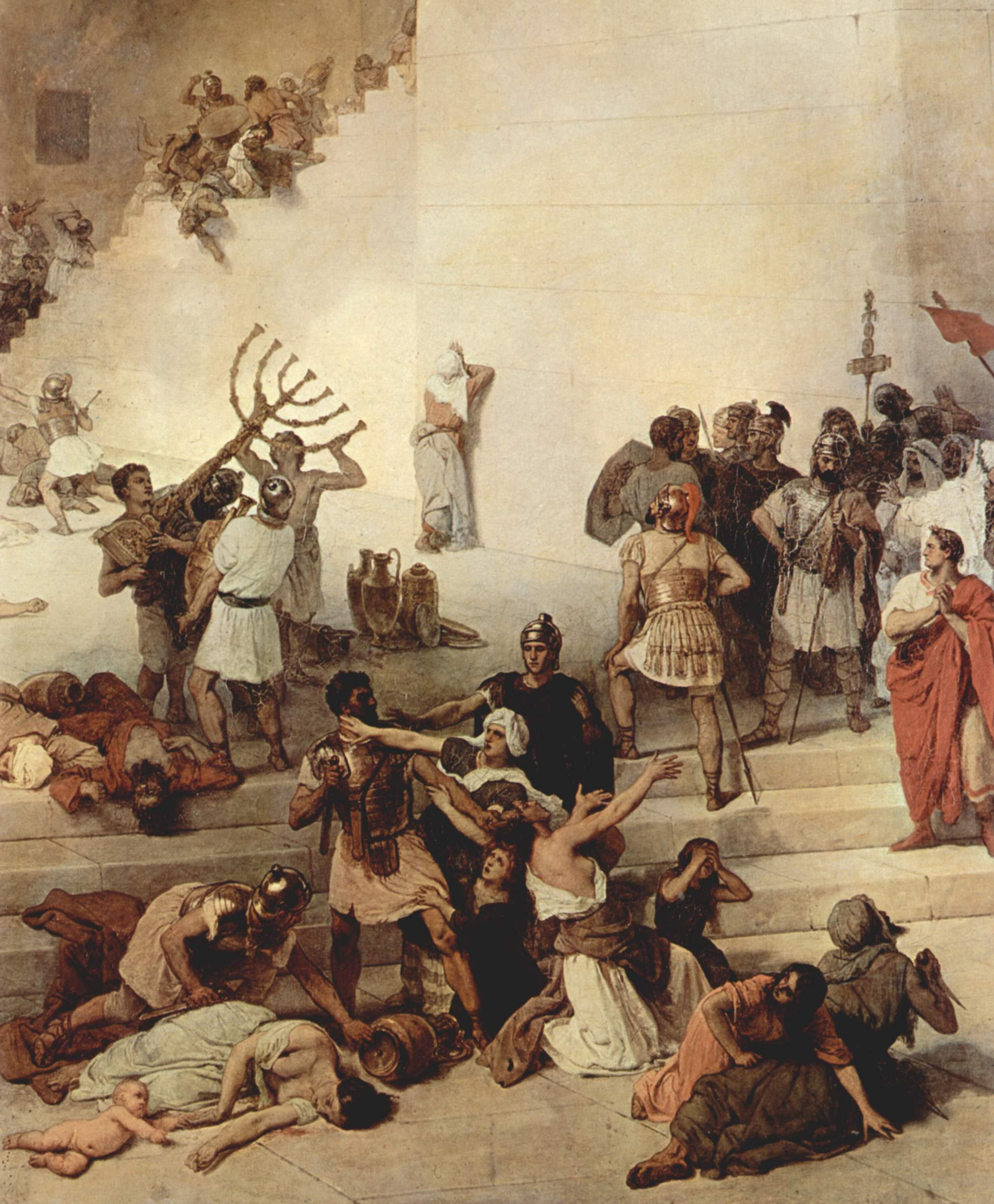
La destrucció del Temple de Jerusalem (1867), detall
Odalisca (1867)